# Kaudipteryksy
Kaudipteryksy (Caudipteridae) – grupa dinozaurów z nadrodziny owiraptorozaurow. Nazwa Caudipteridae znaczy "opierzony ogon". Dinozaury z tej rodziny żyły na początku okresu kredowego w Azji. Do tej grupy dinozaurów należał kaudipteryks i similikaudipteryks oraz xngtianosaurus.